# Пенья, Кауполикан
Кауполика́н Пе́нья Ре́йес (исп. Caupolicán Peña Reyes; род. 15 сентября 1930, Карауэ, Чили) — чилийский футбольный тренер и бывший футболист, игравший на позиции полузащитника. Он считается одним из величайших игроков в истории Коло-Коло.

## Клубная карьера
Во взрослом футболе дебютировал в 1951 году выступлениями за команду клуба Коло-Коло, цвет которой и защищал на протяжении всей карьеры игрока, длившейся двенадцать лет. В 1953, 1956 и 1960 годах выигрывал футбольное первенство Чили.

## Карьера в сборной
В 1954 году дебютировал в официальных матчах в составе национальной сборной Чили. В течение карьеры в национальной команде, длившейся четыре года, провёл 16 матчей.

## Тренерская карьера
Начал тренерскую карьеру вскоре после завершения карьеры игрока, в 1964 году, возглавив тренерский штаб родного Коло-Коло. В течение следующих двадцати лет сменил целый ряд клубных чилийских команд, успешной была его работа в клубе Палестино. Тренировал эту команду из Сантьяго шесть лет, в 1977 году получил во главе Палестино Кубок страны, а в следующем году привел его к победе в национальном чемпионате.
Часть 1977 года совмещал работу в клубе с подготовкой национальной сборной Чили.
Последним местом тренерской работы был клуб Аудакс Итальяно, главным тренером команды которого Кауполикан Пенья был в 1984 году.